# Elaeocarpus altigenus
Elaeocarpus altigenus är en tvåhjärtbladig växtart som beskrevs av Schlechter. Elaeocarpus altigenus ingår i släktet Elaeocarpus och familjen Elaeocarpaceae. Inga underarter finns listade i Catalogue of Life.